# 内藤瑛亮
内藤 瑛亮（ないとう えいすけ、1982年12月27日 - ）は、日本の映画監督・脚本家。

## 経歴
愛知県出身。映画美学校第11期フィクション・コース高等科修了。初等科の卒業制作で制作した15分の学園ホラー短編映画『牛乳王子』が、「学生残酷映画祭2009」のグランプリを受賞し、スラムダンス映画祭2010などの映画祭に招待される。卒業後も社会人として働きながら自主映画を制作し続ける。2012年、愛知県で2009年に起こった事件をもとにした映画『先生を流産させる会』を発表。衝撃的なタイトルやその内容からインターネットを中心に論争が起き、マスメディアでもとりあげられた。2013年、短編映画『救済』のほか、未来穂香主演のホラー映画『高速ばぁば』を監督する。2014年、夏帆主演のサスペンス映画『パズル』を監督する。
造形家の百武朋とは、自主制作時代に映画監督の篠崎誠からの紹介で知り合い、『高速ばぁば』で再会して以来、造形は百武に依頼している。

## フィルモグラフィー

### 長編映画
- 先生を流産させる会（2012年） - 監督・脚本・製作
- 高速ばぁば（2013年） - 監督・脚本
- パズル（2014年） - 監督・脚本
- ライチ☆光クラブ（2016年） - 監督・脚本[12]
- ドロメ 女子篇（2016年） - 監督・脚本
- ドロメ 男子篇（2016年） - 監督・脚本
- ミスミソウ（2018年） - 監督
- 許された子どもたち（2020年） - 監督・脚本・編集[13]
- ホムンクルス（2021年） - 脚本
- 毒娘（2024年） - 監督・脚本
- 嗤う蟲（2025年） - 脚本
- ヒグマ!!（2025年予定） - 監督・脚本[14]

### 短編映画
- 牛乳王子（2008年） - 監督・脚本[4]
- 土竜の祭（2010年） - 脚本
- お姉ちゃん、だいきらい（2011年） - 出演
- 廃棄少女（2011年） - 監督・脚本・編集
- お兄ちゃんに近づくな、ブスども!（2012年） - 監督・脚本
- 救済（2013年） - 監督・脚本
- Beautiful Chaser（2015年） - 監督・脚本
- 鬼談百景 内の2作品「続きをしよう」「どろぼう」（2015年） - 監督・脚本

### テレビ
- 怪談新耳袋 百物語 第102話（2010年） - 監督・脚本
- 悪霊病棟 第5話・第6話（2013年） - 監督
- dTVオリジナルドラマ「不能犯」（2018年） - 監督[15]
- 仮面同窓会 第1話・第2話・第6話・第7話・最終話（2019年） - 演出
- 名もなき復讐者 ZEGEN（2019年） - 監督（第1〜3話・第6〜8話）・脚本
- 極主夫道 第2話・第3話・第8話（2020年） - 演出
- 高嶺のハナさん（2021年） - 監督・脚本
  - 高嶺のハナさん2（2022年） - 監督
- DORONJO / ドロンジョ（2022年） - 監督・脚本
- ハレーションラブ 第1話・第2話・第6話・最終話（2023年） - 演出
- 降り積もれ孤独な死よ 第1話・第2話・第6話・第7話・最終話（2024年） - 演出

### その他
- ちーちゃん - 原案協力